# Стандарти НАТО

Логотип НАТО

Стандарт НАТО, він же «Угода зі стандартизації» (англ. Standardization Agreement; STANAG) — міжнародний договір, який регламентує загальні правила, визначає спільний порядок дій, закріплює єдину термінологію і встановлює умови уніфікації технічних процесів, а також озброєння та військової техніки, іншої матеріальної частини збройних сил Альянсу та країн-партнерів. Стандарти НАТО об'єднані в складну і взаємопов'язану ієрархію керівних документів Альянсу,
що мають утворювати систему систем стандартів..

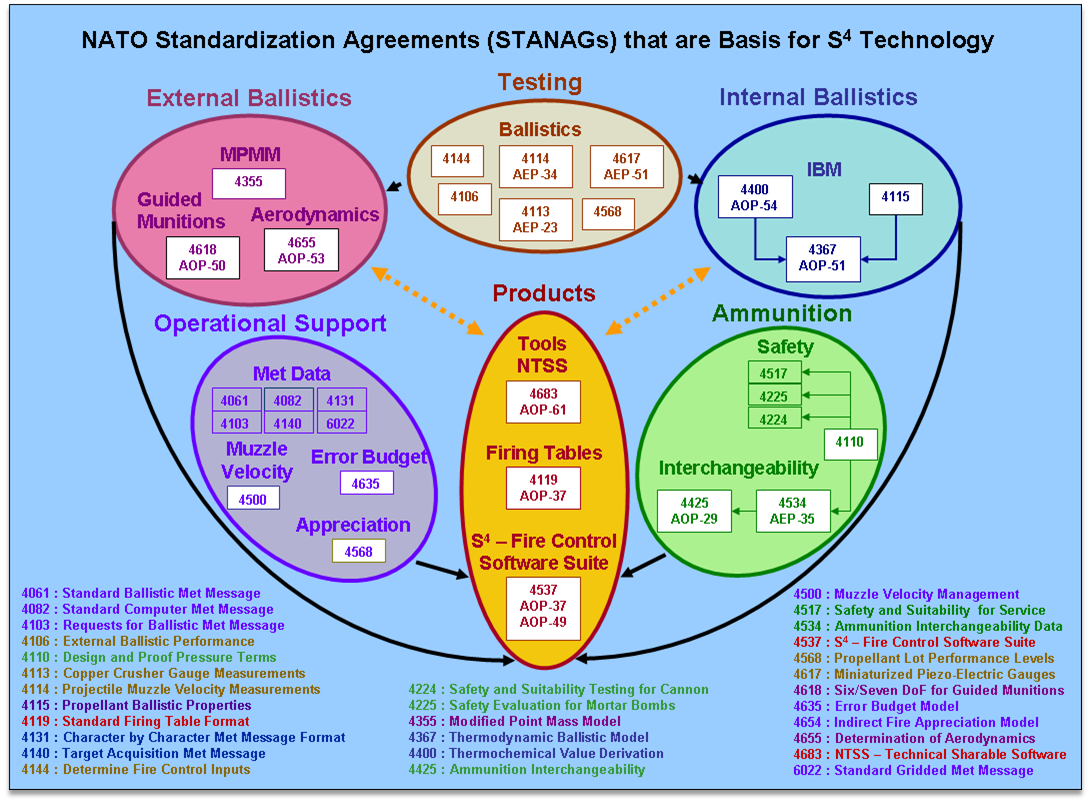
Система стандартів НАТО у сфері баллістики

Стандарт НАТО покликаний забезпечити взаємодію між різними видами збройних сил, збройними силами різних країн для досягнення взаємосумісності, ухвалюється консенсусом і може бути реалізований повністю або частково, із зауваженнями або без.
Стандарти НАТО умовно можна розділити на адміністративні, оперативні та матеріально-технічні:
- Адміністративні стандарти визначають процеси управління та обміну інформацією, порядок роботи з документацією.
- Оперативні стандарти спрямовані на оперативне планування застосування військ[5][6][7][8].
- Матеріально-технічні стандарти визначають єдині вимоги до озброєння і військової техніки союзників, управління життєвим циклом, а також кодифікації предметів забезпечення.

Окрім Угод про стандартизацію (STANAG) останнім часом в НАТО набуває поширення практика розробки стандартизованих рекомендацій (STANREC), перевагою яких є відсутність потреби у ратифікації.
Вищим органом НАТО, який визначає політику в галузі озброєння, у тому числі в питаннях стандартизації, є Конференція національних директорів з озброєння (англ. Conference of National Armaments Directors — CNAD). Під її егідою розгорнута широка структура робочих груп і підгруп, різних комітетів, на постійній основі, з урахуванням отриманого Альянсом досвіду, що аналізують, уточнюють і розробляють стандарти НАТО.
Безпосередньо узгодженням стандартів, обігом документів займається Офіс стандартизації НАТО.

## Україна та стандарти НАТО

### Збройні Сили
Українська сторона, разом з іншими країнами партнерами, також бере участь в роботі Конференції національних директорів з озброєння. Також слід зазначити, що кожна країна-член НАТО має і свою власну національну систему стандартизації. Усередині кожної країни є свої національні стандарти, і всі вони різні.
Так, наприклад, США, Велика Британія, інші країни, військові операції планують за своїми оперативним стандартам. Але при діях у складі контингенту НАТО вони керуються загальними стандартами. Саме тому питання взаємосумісності є дуже важливими.
Для забезпечення проведення воєнної реформи у 2015 році Міністерство оборони підготувало та затвердило Стратегію національної безпеки України, провело оборонний огляд, за підсумками якого була прийнята нова Воєнна доктрина України.
На початку 2016 року в Уряді проходили розгляд «Концепція розвитку сектору безпеки і оборони України», «Стратегічний оборонний бюлетень України», «Державна цільова оборонна програма розвитку озброєння та військової техніки Збройних Сил України на період до 2020 року». В травні 2016 року Рада національної безпеки і оборони України схвалила Стратегічний оборонний бюлетень, що визначає основні завдання і напрями реформування оборонної сфери України. Цей документ, підготовлений у тісній співпраці з радниками держав-членів НАТО, передбачає розвиток оборонних спроможностей України у період до 2020 року, реформування системи управління Збройними Силами відповідно до стандартів НАТО та посилення демократичного цивільного контролю в оборонній сфері..
Усі ці документи формують основні пріоритети національної безпеки України у воєнній сфері з максимальною адаптацією оборонних спроможностей держави до стандартів НАТО.
З урахуванням досвіду Війни на сході України у Збройних Силах України запроваджена нова комплексна система підготовки військ, наближена до стандартів НАТО та повне переопрацювання керівних документів.
В січні 2016 року міністр оборони України Степан Полторак зазначив, що основна мета реформування Збройних сил — це підвищення боєготовності і перехід на стандарти НАТО для взаємодії з країнами — членами Альянсу.
Також українська армія має намір закуповувати зброю, адаптовану до стандартів НАТО:

Намагаємося зараз все закуповувати, адаптоване до стандартів НАТО. Якщо ми закуповуємо стрілецьке озброєння, то воно відразу ж адаптоване під натівський патрон. Якщо ми закуповуємо щось інше, то головна вимога до нього — адаптація до стандартів НАТО

Станом на початок 2016 року у Збройних силах України вже впроваджено 65 стандартів НАТО. Програмою Міноборони з військової стандартизації на 2016—2018 роки передбачено розроблення ще понад 70 стандартів, серед яких найважливішими є бойові статути Сухопутних військ та настанови з підготовки та застосування військ, спрямовані на підвищення рівня взаємосумісності Збройних Сил України з країнами-членами НАТО. А вже до кінця 2019 року має відбутись реформування Генерального штабу Збройних сил України, в ході якого в діяльність головного та інших органів військового управління будуть впроваджені принципи, прийняті в державах — членах НАТО. Протягом 2016—2017 років будуть проведені реорганізаційні заходи управлінської вертикалі Головного управління персоналу (J1), Головного управління оборонного та мобілізаційного планування Генерального штабу (J5), створені Головне управління логістики (J4) та Головне управління підготовки (J7). Набуде спроможностей Командування Сил спеціальних операцій. До кінця 2018 року буде завершено створення Командування сил Логістики.
На початку 2016 року в управлінні Литовсько-Польсько-Української бригади відбувався процес підготовки офіцерів штабу відповідно до стандартів НАТО. Військовослужбовці Високомобільних десантних військ ЗС України спільно з колегами зі Збройних Сил Республіки Польща і Литовської Республіки відпрацьовують механізм виконання завдань та управління підпорядкованими підрозділами.
В січні 2021 року наказом Міністерства оборони України у Збройних силах України впроваджено Перелік кодів військових рангів НАТО за стандартом STANAG 2116. Зазначений Перелік встановлює відповідність кодифікації військових звань військовослужбовців ЗС України військовим рангам НАТО і є ще одним кроком, що забезпечує взаємосумісність зі збройними силами держав-членів Альянсу.
Станом на 06.06.2023 запроваджено 293 нормативні документи НАТО та його країн-членів.  До кінця 2025 року планується запровадити ще 252 стандарти що вважатиметься середнім показником серед країн Альянсу.   

### Національна гвардія
Національна гвардія України також розпочала процес адаптації стандартів НАТО. Зокрема, у новій структурі управління НГУ має бути врахований досвід та відповідність стандартам НАТО. Завдяки адаптації стандартів НАТО Нацгвардія має бути здатна повноцінно взаємодіяти з західними партнерами на всіх рівнях: оперативному, стратегічному і тактичному. Крім того, нова структура забезпечить ефективніше управління ресурсами НГУ і підвищить оперативність прийняття рішень і реагування на ситуації.
Очікується, що офіційна презентація нової структури управління відбудеться в першій половині 2016 року.

### Закон України «Про оборонні закупівлі»
Закон України «Про оборонні закупівлі» було прийнято Верховною Радою України 16 липня 2020 року 276-ма голосами, а вже 17 липня 2020 року він був підписаний Президентом України. Набув чинності 1 січня 2021 року.
Закон «Про оборонні закупівлі» докорінно змінює законодавство у сфері оборонних закупівель з радянського на європейське. Перехід на нові процедури суттєво наближає Україну до стандартів країн-членів НАТО.
Відтепер оборонні закупівлі будуть більш відкритими — без зайвого засекречування. План закупівель, який замінює Державне оборонне замовлення України, буде розроблятись на три роки, а вітчизняна продукція, як державного, так і приватного сектору матиме перевагу перед іноземною.

### Російсько-українська війна
Напередодні ІІІ зустрічі міністрів оборони у Рамштайні генеральний секретар альянсу Єнс Столтенберг повідомив, що НАТО готує план переходу Збройних Сил України з радянських-пострадянських озброєнь на техніку стандартів НАТО.

## Вибірковий перелік угод STANAG
- STANAG 1008: (публікація 9, 24 серпня 2004 р.) стандартні характеристики для судових електроенергетичних систем на військових кораблях НАТО;
- STANAG 1034: (публікація 17, 24 травня 2005 р.) стандартизація для корабельної артилерії;
- STANAG 1052: (публікація 32, 12 липня 2006 р.) щодо підводних човнів і протичовнової дії;
- STANAG 1059: Список кодів НАТО для країн;
- STANAG 1236: (3-тя редакція від 2 листопада 2010 р.) щодо вертолітної роботи з морських суден НАТО;
- STANAG 1472: (7 вересня 2011 р.): щодо кораблів;
- STANAG 2019: (6-та редакція від 24 травня 2011 р.) щодо спільної військової символіки НАТО;
- STANAG 2116: Коди НАТО для класів військовослужбовців;
- STANAG 2138: (4-та редакція від травня 1996 р.) щодо уніформи й особистого обладнання військових;
- STANAG 2222: використовується у вишколі капеланів НАТО;
- STANAG 2310: щодо прийнятих НАТО в 1950-х роках 7,62×51 мм як стандартного піхотного гвинтівкового набою (7,62 мм), до 1980-х років;
- STANAG 2324: кронштейн для уніфікованого кріплення допоміжного приладдя на різних видах стрілецької зброї (так звана «рейка Пікатіні»);
- STANAG 2345: (3-тя редакція від 13 лютого 2003 р.) стандарти оцінки й контролю опромінення персоналу радіочастотними полями — 3 кГц до 300 ГГц;
- STANAG 2546: спільна об'єднана доктрина з медичної евакуації. Адаптована та затверджена як військовий стандарт ЗСУ для застосування у спільних операціях з країнами-членами НАТО. Визначає основні поняття щодо процедур медичної евакуації та їх види в країнах-членах НАТО[14];
- STANAG 2961: постачання Сухопутних військ НАТО;
- STANAG 3150: щодо єдиної системи класифікації постачання;
- STANAG 3151: щодо єдиної системи ідентифікації речей;
- STANAG 3350: аналоговий відео-стандарт для системи літака;
- STANAG 3910: прискорення передачі даних, високошвидкісні канали;
- STANAG 4082: щодо формату метеорологічних даних в артилерії (у травні 2019 р. замінений на STANAG 6015);
- STANAG 4119: (публікація 2, 5 лютого 2007 р.) щодо артилерійської стрільби;
- STANAG 4140: щодо стандарту в метеорології (у травні 2019 р. замінений на STANAG 6015).
- STANAG 4512: Infantry Weapons Standardization — «Стандартизація піхотної зброї»;
- STANAG 4179: стандартизація на основі гвинтівки USGI M16 — магазин під набої 5,56×45 мм НАТО;
- STANAG 4181: стандартизація на основі гвинтівки USGI M16;
- STANAG 4222: (публікація 1, 14 березня 1990 р.) стандартна специфікація для параметрів даних на морських суднах;
- STANAG 4355: (публікація 3, 17 квітня 2009 р.) модифікація Точки Мас Моделі Траєкторії;
- STANAG 4569: Методи оцінки рівнів захисту бойових броньованих машин легкої категорії від ураження боєприпасами кінетичної дії, осколками та ударною хвилею осколково-фугасних снарядів польової артилерії, мінами, саморобними вибуховими пристроями, кумулятивними снарядами; Визначає, зокрема, рівні захисту екіпажів бойових броньованих машин легкої категорії (за масою) від ураження різними видами боєприпасів[3][22];
- STANAG 4586: Стандартний інтерфейс системи управління безпілотників[23];
- STANAG 4609: щодо сумісності методів поширення цифрових рухомих зображень (англ. NATO digital motion imagery standard);
- STANAG 4626: щодо архітектури авіоніки;
- STANAG 4628: (16 березня 2011 р.) щодо протоколів зв'язку для військового застосування;
- STANAG 4670: (АТР 3.3.7) визначено критерії класифікації безпілотних авіаційних комплексів (БпАК) та, відповідно, поділ на три класи[24];
- STANAG 4677: стандарт на системи солдат у пішому порядку та взаємосумісний протокол C4[3];
- STANAG 4694: щодо залізничного приладдя НАТО;
- STANAG 4697: розширене відео на рівні платформи[2] (швидкість передачі даних до 1 Гбіт/с);
- STANAG 4754: стандарт на загальну архітектуру транспортних засобів (NATO Generic Vehicle Architecture (NGVA));
- STANAG 4818/AEP-4818: стандарт щодо профілю взаємосумісності UGV (Unmanned Ground Vehicle Interoperability Profiles, IOP);
- STANAG 5066: щодо профілю для високочастотних даних і експлуатації комунікації;
- STANAG 5516: протокол передачі даних Link-16[25];
- STANAG 5602: стандартний інтерфейс для військової справи, протокол тактичних даних;
- STANAG 6001: (5-та редакція від 11 грудня 2014 р.) рівні мовленнєвої компетентності; значною мірою орієнтований на Європу і застосування до європейських країн, орієнтир для мовного тестування;
- STANAG 6015: стандарт щодо кодування метеорологічних та океанографічних даних;
- STANAG 6022: стандарт метеорологічного повідомлення (у травні 2019 р. замінений на STANAG 6015);
- STANAG 7074: стандарт щодо цифрового обміну географічними даними (Digital Geographic Exchange Standard — DIGEST);
- STANAG 7141: (4-та редакція від 20 грудня 2006 р.) щодо охорони навколишнього середовища під час під військової діяльності НАТО

### Уніфіковані в НАТО боєприпаси
За калібром стрілецької зброї та малокаліберних автоматичних гармат:
- 9×19 мм Парабелум — STANAG 4090
- 5,56×45 мм НАТО — STANAG 4172
- 7,62×51 мм НАТО — STANAG 2310
- 12,7×99 мм НАТО — STANAG 4383
- 20×102 мм НАТО — STANAG 3585
- 20×139 мм НАТО — STANAG 4136
- 25×137 мм НАТО — STANAG 4173
- 30×113 мм
- 30×173 мм НАТО — STANAG 4624
- 35×228 мм
- 40×364 мм

Боєприпаси зазначених калібрів є типовими й використовуються майже всіма державами-членами НАТО.

## Вибірковий перелік стандартизованих рекомендацій STANREC
- STANREC 4811: Виявлення безпілотних авіаційних систем (UAS) та уникнення зіткнення з ними [3]
- STANREC 4813 Ed.1/AMSP-06 Ed.A “Guidance for M&S Standards applicable to the Development of Next Generation of NATO Reference Mobility Model (NG-NRMM)”